# Herbert (Disneyfigur)
Herbert är en skolkamrat till Knattarna; till arten en gris. Han tycker uppenbarligen om godis eftersom han ofta ses ätande på en godisklubba. Också en lortig liten unge, enligt Kalle. Herbert medverkar i några av Carl Barks serier. 